# Pimachiowin Aki
Pimachiowin Aki (dosł. tłum. z języka odżibwe „ziemia, która daje życie”) – leśny krajobraz kulturowy stanowiący dziedzictwo kulturowe pięciu odłamów indiańskiego plemienia Odżibwejów – Pikangikum, Poplar River, Pauingassi, Little Grand Rapids i Bloodvein – obejmujący obszary tajgi na terenie prowincji Manitoba i Ontario.
W 2018 roku Pimachiowin Aki został wpisany na listę światowego dziedzictwa UNESCO.

## Opis
Pimachiowin Aki to obszary tajgi obejmujące ziemie pięciu odłamów plemienia Odżibwejów – Pikangikum, Poplar River, Pauingassi, Little Grand Rapids i Bloodvein. Znajduje się między rzekami Berens, Bloodvein, Pigeon i Poplar, na wschód od jeziora Winnipeg, na terenie prowincji Manitoba i Ontario. Zajmuje powierzchnię 33400 km². 
Krajobraz Pimachiowin Aki ma charakter leśny, obejmuje przede wszystkim tajgę, z wieloma rzekami, jeziorami i mokradłami. Występuje tu wiele gatunków flory i fauny borealnej, m.in. renifer kanadyjski (karibu), łoś euroazjatycki, wilk szary, rosomak tundrowy, ryś, zając amerykański, jesiotr jeziorny, wilsonka kanadyjska i nury. Pimachiowin Aki jest domem dla największego stada karibu na południe od Zatoki Hudsona.  
W granicach Pimachiowin Aki żyją cztery niewielkie społeczności Odżibwejów, którzy zamieszkują te tereny od ok. 7 tys. lat. Znaleziono tu pozostałości tradycyjnych narzędzi i broni myśliwskiej, obozów myśliwych i cmentarzy, a także rysunki naskalne. Na początku XVII w. na tereny te przybyli Europejczycy w poszukiwaniu futer. Od 1870 roku budowano tu kościoły i szkoły z internatami, do których wysyłano indiańskie dzieci odbierane rodzicom. W latach 1930–1940, tradycje Odżibwejów dokumentował tu amerykański antropolog Alfred Irving Hallowell (1892–1974).     
Odżibwejowie opiekują się swoją ziemią zgodnie z tradycją Dżi-dżanauendamang Dżidakiiminaan (pol. „utrzymania ziemi”) opierającą się na trzech zasadach: czczeniu darów stwórcy poprzez odpowiednie użytkowanie ziemi, utrzymywaniu relacji opartych na szacunku dla aki (tłum. „ziemia i jej całe życie”) poprzez odpowiednie praktyki i zwyczaje, oraz na utrzymywaniu harmonijnych relacji z innymi ludami poprzez sojusze i partnerstwa oraz szacunek dla starszyzny, strażników tradycji. 
W 2002 roku pięć pierwszych narodów Odżibwejów utworzyło Pimachiowin Aki Corporation, która m.in. przygotowała dokumentację niezbędną do ubiegania się o status światowego dziedzictwa UNESCO. 
W 2018 roku Pimachiowin Aki został wpisany na listę światowego dziedzictwa UNESCO.